# منصور ناصر خلعتبری
منصور ناصر خلعتبری سیاست‌مدار ایرانی بود، که در  دوره بیست و سوم  به‌عنوان نماینده شهسوار در مجلس شورای ملی حضور داشت.